# نورين نيران

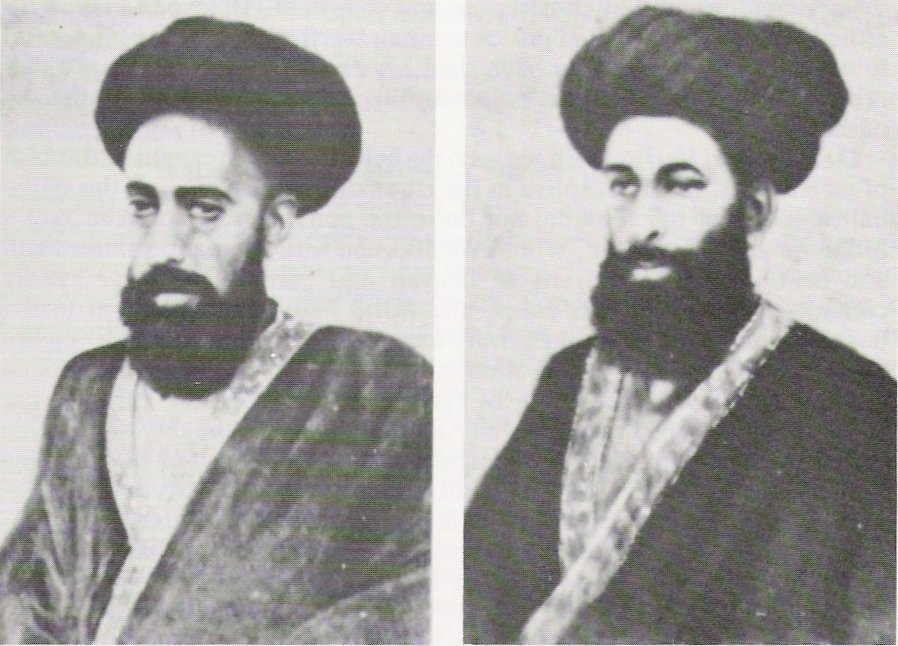
ملك الشهداء (على اليسار)، وحبيب الشهداء (على اليمين).

 نُورِين نِيرَان (بالعربية: نُورين نِيرَان البهائية)، كانا من الشخصيات البهائية البارزة اللتين تم إعدامهما بقطع الرأس في عام 1879 بسبب إيمانهما بالديانة البهائية. وقد كتب حضرة بهاء الله العديد من الرسائل والألواح تكريماً لهما، ومنحهما الألقاب التي يُعرفان بها عادةً: "ملك الشهداء" و"حبيب الشهداء".
كان الأخ الأكبر لميرزا محمد حسين يُدعى ميرزا محمد حسن، وكان يُلقب بـ "ملك الشهداء" (سلطانوشهداء)، في حين كان شقيقه، ميرزا محمد حسين، يُلقب بـ "محبوب الشهداء". تم التعرف على ميرزا محمد حسن باعتباره أحد رسل حضرة بهاء الله التسعة عشر.
كان ميرزا محمد حسين وميرزا محمد حسن من سكان أصفهان الأصليين، وكانا يتمتعان بثروة كبيرة وموهبة عالية في مجال التجارة. تم إعدامهما في مدينة أصفهان في عام 1879 على يد ثلاثة أشخاص: مير محمد حسين، إمام الجمعة في أصفهان؛ الشيخ محمد باقر، رجل دين مسلم مؤثر في المدينة؛ وسلطان مسعود ميرزا، نجل ناصر الدين شاه، الذي كان يحكم أصفهان في تلك الفترة.

## الخلفية

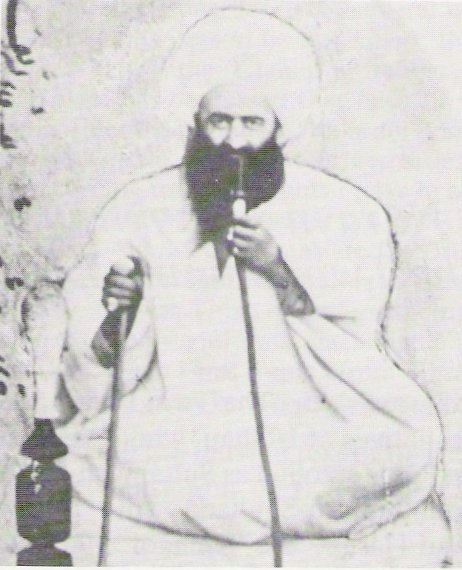
الشيخ محمد باقر الملقب بالذئب

تبِع الأخوان ميرزا محمد حسين وميرزا محمد حسن خطى والدهم، ميرزا إبراهيم، في مجال التجارة والإدارة. فقد ساعدا إمام الجمعة في أصفهان لسنوات عديدة في إدارة شؤونه، وكانا يقومان بعدة دفعات نيابة عنه، مما جعل المبالغ التي تم تداولها كبيرة جدًا.
كان الإخوة ميرزا محمد حسين وميرزا محمد حسن تجارًا بارعين، وشاركوا في شبكة تجارية واسعة مع الأفنان (أقارب الباب)، الذين كان لهم شبكة تجارة مربحة تمتد من هونغ كونغ إلى القوقاز، بالإضافة إلى الهولندي يوهان كوليجان. وكان الشقيقان معروفين بطيبوبتهما وكرمهما وعدم أنانيتهما. ويعود جزء من نجاحهما كتجار إلى سجلهم الحافل بالمعاملات الصادقة والمستقيمة.
عندما طلب الإخوة ميرزا محمد حسين وميرزا محمد حسن المال الذي كان عليهم للإمام، بدأ الأخير في المماطلة والبحث عن طرق للتهرب من الدفع. وفي محاولة للانتقام، التقى بالإمام الشيخ محمد باقر، وهو زعيم إسلامي مؤثر آخر، ووضعا خطة للقضاء على الإخوة. ثم توجهوا إلى السلطان مسعود ميرزا، حاكم أصفهان، الذي وافق سريعًا على سجنهم، بحجة أنهم بهائيون.

## الاستشهاد
تعرض الأخوان للتعذيب الشديد، وكانوا قد وُعِدوا بالإفراج عنهم إذا تراجعوا عن إيمانهم ولعنوا قادة دينهم، لكنهم رفضوا القيام بذلك. قام المتعاونون بإرسال رسالة إلى الشاه في طهران، وأبلغوه فيها أنهم "من أجل تأمين الملك"، قاموا باحتجاز الأخوين البهائيين وسجنهما، وطلبوا إذنًا بإعدامهما. ومع ذلك، رفض الشاه هذا الطلب وطلب بدلاً من ذلك إرسال الأخوين كسجناء إلى طهران. وذلك رغم شهادة الهولندي يوهان كوليجان التي أكدت براءتهما. 
بعد أن قرر العلماء أنه من المرجح أن يتم إطلاق سراح الأخوين بسبب براءتهما، قرروا ضمان موتهم قبل مغادرتهم إلى طهران. استخدموا سلطتهم كزعماء دينيين لتحفيز أكثر من 50 من رجال الدين الآخرين، وكل منهم كان يرافقه حشد من مثيري الشغب، على التوجه إلى منزل الحاكم والمطالبة بقتل الأخوين. كانوا يهتفون "يا لديننا!"، مما كان يعكس شدة الحقد الديني الذي استُخدم ضد البهائيين.
جادل الحاكم مع العلماء بأن الأخوين لم يرتكبا أي عمل خياني ولم يفعلا أي شيء عدائي تجاه الدولة، وبالتالي رفض إعطاء الأوامر بإعدامهما. في محاولة للضغط عليه، عرض أحد العلماء أن يقتل الأخوين بيديه. وقد عُرض على المحافظ مبلغ كبير من المال فقبله، مما دفعه إلى قبول تنفيذ الأوامر. لكن قبل أن يتم تنفيذ الأوامر، اقتحم حشد غاضب السجن حيث كان يحتجز الأخوان وسحبوهم إلى الشارع، حيث تم تمزيق أجسادهما بوحشية.
تم ربط الحبال بجثتي الأخوين، ثم تم جرها حول المدينة وتركها عند المشنقة، حيث استمر الناس في رمي الحجارة عليهما. وفي نهاية اليوم، تم نقل جثتيهما إلى قوس المدينة، ثم تم إنزالها فوقهم. وكان ذلك في يوم 17 من شهر مارس عام 1879. وفي النهاية، تم دفن جثتيهما في مقبرة تخت فولاذ.

## العواقب
كتب بهاء الله العديد من الألواح في رثاء الأخوين وتنديدًا بالخيانة التي أدت إلى قتلهما. ومن بين هذه الألواح، كان "لوح البرهان"، الذي أُرسل إلى الشيخ محمد باقر، حيث أطلق عليه لقب "الذئب" ولقب "الأفعى" على محمد حسين، إمام جمعة أصفهان. وكان الاثنان، مع حاكم أصفهان، من أبرز المتآمرين ضد الأخوين. كما كتب بهاء الله أيضًا رسالة بعنوان "ابن الذئب إلى ابن الشيخ محمد باقر" التي وجهها إلى ابن الشيخ محمد باقر، مشيرًا إلى الخيانة التي ارتكبها والده.
ترك ميرزا محمد حسن وراءه أرملة تُدعى فاطمة بيجوم وابنًا اسمه ميرزا عبد الحسين. أمر بهاء الله أن يحضروا إلى عكا حتى يتم تعويضهم عن كل ما فقدوه. توفي ميرزا عبد الحسين في المدينة. (ذكريات المؤمنين، ص 173). تزوجت روحا خانوم، ثالثة بنات عبد البهاء الأربع الباقيات على قيد الحياة، من ميرزا جلال، وهو ابن آخر لملك الشهداء. وقد خالفت العهد في أربعينيات القرن العشرين.